# Platysoma brevistriatum
Platysoma brevistriatum är en skalbaggsart som beskrevs av Lewis 1888. Platysoma brevistriatum ingår i släktet Platysoma och familjen stumpbaggar. Inga underarter finns listade i Catalogue of Life.